# Grupo Werthein
Grupo Werthein (deutsch: Werthein-Gruppe) ist eine argentinische Holdinggesellschaft, die von Mitgliedern der Familie Werthein geführt wird.
Die Gruppe hat ihren Ursprung in der argentinischen Agrar-, Lebensmittel- und Getränkeindustrie, sowie im Versicherungsgeschäft. Sie beschäftigt nach eigenen Angaben mehr als 8.200 Mitarbeiter.

## Geschichte
1904 beschloss Leon Werthein, ein Kaufmann aus Bessarabien, das Russische Kaiserreich wegen der Feindseligkeit gegenüber dem jüdischen Volk zu verlassen. Sein Ziel war Argentinien. Ein Jahr später kam seine Frau, Ana Jacham, mit ihren vier Kindern Gregorio, Elisa, Numo und Israel an. In Argentinien bekam das Paar vier weitere Kinder: Abraham, Fany, Noel und Julio.
In der Stadt Ingeniero White, Großraum Bahía Blanca, Provinz Buenos Aires, arbeitete León Werthein im Hafen: zunächst als Stauer, dann als Vorarbeiter. Dann zog er nach Salliqueló, wo er einen Gemischtwarenladen eröffnete. Danach siedelte er nach Miguel Riglos in Atreucó, in der Provinz La Pampa, über, wo er 1917 zusammen mit seinen Söhnen ein weiteres Gemischtwarengeschäft eröffnete. Leon Werthein verstarb 1935, und seine Nachkommen führten das Familienunternehmen weiter.

## Gründung
Zwar begannen León und seine Söhne seit ihrer Ankunft in Argentinien zu arbeiten und Geschäfte zu betreiben, doch der formale Grundstein der Werthein-Gruppe liegt im Jahr 1928 in der Stadt Miguel Riglos, wo Gregorio, Numo und Noel das Agrarunternehmen gründeten, das ihre Namen trägt: „Gregorio, Numo y Noel Werthein S.A.“ (GNNW). Diese Firma war der Anfang des Familienunternehmens. Bereits in der ersten Hälfte des 20. Jahrhunderts diversifizierte die Familie ihr Geschäft und einige Mitglieder wurden in der Hotelbranche tätig: in den Städten Mar del Plata, Buenos Aires, Carhué und Río Hondo.
Noel, Numo, Julio und Leo Werthein gründeten unter anderem verschiedene Unternehmen:
- Noel und Numo Werthein waren 1968 gemeinsam mit George S. Wise Mitbegründer der Universität Tel Aviv.[7]
- Noel Werthein war Präsident der Argentinisch-Israelischen Industrie- und Handelskammer.[8]
- Gregorio Werthein war Präsident des Geldinstitutes Israelitische Bank des Río de la Plata in Buenos Aires, Argentinien.[9]
- Julio Werthein, Leons jüngster Sohn, war verantwortlich für den Eintritt der Familie in den Finanzsektor durch den Erwerb des Geldinstituts Banco Mercantil im Jahr 1963. Er war ferner Präsident der Börse von Buenos Aires (2002–2005)[10] und des CICYP (Interamerikanischer Rat für Handel und Produktion).[11] Julio verstarb im Jahr 2013.[12]
- Leo Werthein, Noels Sohn, befasste sich mit Rinderzuchtgenetik. 1979 begann er als Leiter der Firma „Gregorio, Numo und Noel Werthein S.A.“ (GNNW) zu arbeiten. Er war Präsident des Argentinischen Angus-Verbandes, Direktor des argentinischen Landwirtschaftsverbandes Sociedad Rural Argentina und Präsident der Stiftung Tzedaká.[13] Er verstarb im Jahr 2005.[14][15]

## Wachstum und Expansion

### Aktionäre
- Daniel Werthein: Noels Sohn, studierte Veterinärmedizin, beteiligt sich an der landwirtschaftlichen Aktivitäten der Gruppe, insbesondere im Bereich der Viehzuchtgenetik. Er war auch Vizepräsident der Fundación DAIA (Argentinischer Delegationsverband Jüdischer Organisationen).[16][17]
- Adrián Werthein: Noels Sohn, Wirtschaftsprüfer. Er ist Mitglied des Vorstands der Börse von Buenos Aires, war Präsident des Lateinamerikanischen Jüdischen Kongresses (CJL) und ist Mitglied des Exekutivkomitees des Jüdischer Weltkongress.[18][19]
- Darío Werthein: Sohn von Leo und Enkel von Noel, ehemaliger Berater der Börse von Buenos Aires, ehemaliger Vorsitzender des Board of Trustees von World ORT und Mitglied des Exekutivkomitees des American Jewish Joint Distribution Committee. Derzeit ist er Schatzmeister der Stiftung Fundación Leo Werthein und leitet das Nachhaltigkeitsprogramm Propósito Vrio. Er ist Mitglied des Board of Trustees der Fordham University und seit 2020 ist er als Mitglied des Boards von Scholas Occurrentes USA tätig.[20] Im September 2024 wurde er von Bloomberg als eine der einflussreichsten Personen in Lateinamerika gelistet.[21][22]

## Wirtschaftsgruppe

### Agroindustrie
Seit 1928 vertritt die Gruppe die „Gregorio, Numo y Noel Werthein S.A.“ (GNNW). Mit Fokus auf die Produktion und den Export spezialisiert sich das Unternehmen auf kommerzielle Viehzucht und Rinderzucht mit den Rassen Aberdeen Angus und Hereford in der Pampas-Region sowie Braford und Brangus im Norden des Landes. Zu den  Einrichtungen gehören die Cabaña La Paz (Provinz Buenos Aires) und die Cabaña Los Guasunchos (Provinz Santa Fe). Unter den Marken Banner, Valley Evaporating und King Blossom produzieren und vertreiben sie Fruchtprodukte, sie bauen um die Stadt Cipoletti, Alto Valle, in der Provinz Río Negro, Birnen, Aprikosen, Pflaumen, Pfirsiche und vor allem Äpfel an. An ihren Standorten im Zentrum und Norden des Landes konzentrieren sie sich auf die Produktion von Getreide, darunter Weizen, Sonnenblumen und Sojabohnen sowie auf spezielle Kulturen wie Popcorn-Mais und Speise-Sonnenblumen.

### Media Tech-Unternehmen
Im Jahr 2003 erwarb die Gruppe das Telekommunikationsgeschäft von Telecom Personal in Uruguay und Paraguay, das sie bis 2017 hielt.
Im Jahr 2021 erwarb die Werthein-Gruppe die Geschäftseinheit Vrio Corp., einen Anbieter digitaler Unterhaltung, der seinen Betrieb 1996 aufnahm.
Vrio ist der führende Anbieter von Unterhaltung, Information und Konnektivität in Südamerika, Mexiko und der Karibik. Vrio Corp. nbesitzt die Marken DirecTV, Sky Brasil und die Streaming-Plattform DGo. Es bietet Dienstleistungen in Brasilien unter der Marke SKY und in Argentinien, Barbados, Chile, Kolumbien, Curaçao, Trinidad und Tobago, Ecuador, Peru und Uruguay unter der Marke DirecTV an. DGo agiert nicht nur in Mexiko, sondern ist auch vertreten in allen zuvor genannten Märkten. Vrio umfasst auch die Sportsendung Torneos in Argentinien und Kolumbien.
Damit werden 10 Millionen registrierte Kunden bedient und 40 Millionen Menschen mit Produkten und Dienstleistungen versorgt.
Im Juni 2024 kündigte Ameya Prabhu, Präsident von Aarna Holdings, eine strategische Allianz mit der Werthein-Gruppe an. Die Gruppe ging auch eine Partnerschaft mit Amazon ein, um in Argentinien, Brasilien, Chile, Uruguay, Peru, Ecuador und Kolumbien Satelliten-Internet bereitzustellen.
Im August 2024 kündigte die Werthein-Gruppe die Gründung von Skx an, einer Fintech, die in Brasilien tätig sein wird.

#### Eigene Sender
- Dsports
- DFight
- DMotor
- WinSports
- DNews
- Ondirectv

##### DirecTV Latin America
Es bietet Unterhaltungs- und Informationsdienste in Argentinien, Chile, Kolumbien, Ecuador, Peru, Uruguay und der Karibik.

##### DirecTV GO
Es handelt sich um eine Streaming-Plattform, die direkt an den Verbraucher gerichtet ist: Sie bietet lokale und internationale Live-TV, Sportprogramme, Nachrichten und On-Demand-Dienste für Filme, Serien und Dokumentationen. Es ist in Argentinien, Chile, Kolumbien, Ecuador, Peru, Uruguay und Mexiko tätig.

##### SKY
Es ist das größte Satelliten-Pay-TV-Unternehmen in Brasilien.

##### SKY+
Es handelt sich um eine in Brasilien agierende Streaming-Plattform, die direkt an den Verbraucher gerichtet ist.

##### Torneos
Es ist ein führendes Unternehmen, das sich mit der Erzeugung und der Produktion von Inhalten für die Sport- und Unterhaltungsindustrie beschäftigt. Es widmet sich der umfassenden Organisation und Produktion von Veranstaltungen, dem Erwerb und der Vermarktung von Rechten sowie der Verwertung von Lizenzen und E-Commerce von führenden Sportvereinen und -verbänden.

##### WinSports
Es handelt sich um ein kolumbianischer Pay-TV-Sportkanal, der sich auf die Übertragung von Fußballveranstaltungen in diesem Land konzentriert.

##### Dfibra und Sky Fibra
Es sind Internetdienste von DIRECTV und SKY, die 100 % per Glasfaser angeboten werden.

##### Mundea
Es geht um ein digitales Reisebüro, das Buchungen für Tickets, Unterkünfte, Pakete, Autos und Freizeitaktivitäten anbietet.

### Lebensmittel und Getränke
Die Gruppe ist in der Lebensmittelindustrie vertreten mit der Produktion von Tee und Infusionen, die unter der Marke Cachamai vermarktet werden und in der Herstellung von Fruchtderivaten durch den Produktionsstandort Valley sowie in der Weinindustrie durch das Unternehmen WHT Partners.

#### Cachamai: Tee, Mate, Kekse
Die Marke Cachamai ist seit 2005 Teil des Geschäfts der Familie Werthein, als die Gruppe Cachay S.A. das Unternehmen erwarb, das die Marke besitzt. Cachamai ist seit über 60 Jahren auf dem Markt präsent. Neben Mate und Tee vertreibt Cachamai seit 2020 auch eine Linie Kekse. Im Januar 2025 brachte er Yerba Mate auf den Markt.

#### Valley: Fruchtderivate
Das Unternehmen vermarktet getrocknete Fruchtderivaten, insbesondere Äpfel.

#### WHT Partners: Hochwertige Weinindustrie
Das Unternehmen WHT Partners hat sich auf Investitionen in die Weinindustrie spezialisiert. Die Marken Riglos und die Boutique-Weinkellerei Huarpe sind Teil.
Riglos produziert ihre Weine in den Weinbergen auf der Finca Las Divas im Tal Valle de Uco, in der Provinz Mendoza. Im Jahr 2012 wurde der „Riglos Gran Corte 2009“ von der Zeitschrift Wine Enthusiast zum besten Wein des Jahres gewählt.
Mit dem Ziel, im Bereich der Premium-Weine zu wachsen, fusionierte die Weinkellerei Riglos im Juni 2016 mit dem Boutique-Weingut Huarpe Wines, das den Brüdern Hernández Toso gehört. Huarpe Wines hat seine Kellerei in Agrelo, Luján de Cuyo, in der Provinz Mendoza. Zu den Produkten gehören die „Huarpe Series“, eine Reihe von Mischungen aus verschiedenen Regionen Mendozas, sowie „Taymente“, eine Produktlinie mit acht Rebsorten.

### Immobilienentwicklung
Die Gruppe verfügt über eine Geschäftseinheit für Immobilienentwicklungen. Unter der Marke Landmark Developments realisiert die Gruppe verschiedene Projekte. Bisher wurden mehr als 500.000 m² sowohl in Argentinien als auch in anderen Ländern der Region gebaut.
Zu den in Entwicklung befindlichen Projekten gehören:
Udaondo, in der Stadt Buenos Aires, im Nordkorridor, Nuñez.
Luciérnagas Pilar, in der Provinz Buenos Aires, Argentinien.

### Gesundheitswesen
Die Werthein-Gruppe ist im Gesundheitssektor mit den Gesellschaften „SOI Centro Médico“ und „SML“ (Sistema Médico Laboral) vertreten.
SOI Centro Médico bietet ambulante medizinische Dienstleistungen in der Stadt Buenos Aires an und ist auf die Betreuung von Patienten spezialisiert, die Arbeitsunfälle erlitten haben oder berufsbedingten Krankheiten haben.
Zu den Fachgebieten gehören plastische Chirurgie, Allgemeinchirurgie, Kinesiologie, Gesundheit am Arbeitsplatz, Arbeitsmedizin, Orthopädie und Traumatologie.
SML (Sistema Médico Laboral) ist ein Unternehmen, das die medizinische Versorgung und Unterstützung im Zusammenhang mit der Wiederherstellung der Gesundheit von 1.000.000 Arbeitnehmerinnen und Arbeitnehmern im Rahmen des Systems für Arbeitsrisiken verwaltet. Es betreut ein Netzwerk von 3.000 Anbietern in Argentinien.

### Versicherungswesen
Die Tätigkeit der Werthein-Gruppe in der Versicherungsbranche begann im Jahr 1994 mit dem Erwerb der Caja de Ahorro y Seguros. 15 Jahre war sie Partnerin des italienischen Versicherungskonzerns Assicurazioni Generali, eine Partnerschaft, die 2014 mit der Aufteilung der Vermögenswerte aufgelöst wurde. Die Gruppe behielt die Betriebshaftpflichtversicherungsgesellschaft La Caja ART (Aseguradoras de Riesgos del Trabajo) bei und wurde nach der Übernahme des australischen Unternehmens QBE ART zu Experta ART.
Heute besteht ihre Präsenz im Versicherungssektor aus den Gesellschaften Experta Seguros und Experta ART. Mit Niederlassungen in allen Provinzen Argentiniens begann Experta ihre Tätigkeit im Bereich der Arbeitsrisikoversicherung und erweiterte sie dann auf Sach- und Lebensversicherungen. Ihr Portfolio umfasst Gruppenlebensversicherungen, persönliche Unfallversicherungen, Diebstahlversicherungen, landwirtschaftliche Versicherungen, Haushaltsversicherungen, Auto- und Arbeitsrisikoversicherungen.
Mit fast 1 Million versicherter Arbeitnehmerinnen und Arbeitnehmer ist sie die drittgrößte Arbeitsrisikoversicherungsgesellschaft in Argentinien.

### Technologie

#### Fivvy
Fivvy ist eine in den USA gegründete Fintech B2B, für Banken, Einzelhändlern und Versicherungsunternehmen in Lateinamerika und den USA.

#### Overlabs
Im September 2024 gründete die Gruppe Overlabs, ein Technologie-Dienstleistungsunternehmen, das Beratungen, Softwareentwicklung und Anwendungen anbietet. Es nahm seine Tätigkeit in Brasilien auf, mit Plänen zur Expansion in weitere Länder Lateinamerikas im Jahr 2025.

## Stiftung Fundación Norma & Leo Werthein
Seit 2009 fördert und unterstützt die Stiftung Programme und Maßnahmen im Bereich Bildung, Kultur, Integration und Landwirtschaft für besonders gefährdete Bevölkerungsgruppen. Dazu gehören die Förderprogramme Propósito Vrio und Escuela +. Im Januar 2025 eröffnete die Stiftung drei Escuela+ Klassenzimmer in Ecuador, in Schulen der Gemeinden Itulcachi und Yunguilla sowie im Chocó-Andino-Reservat.

## Geschäftsaktivitäten der Familie Werthein (nach Jahrzehnten sortiert)
- Vertreter des staatlichen Erdölunternehmens YPF – 1930er Jahre
- Beauftragter für das Geldinstitut Banco Nación – 1940er Jahre
- Import, Vertrieb und Verkauf von Ford-Lastwagen (Kanada) – 1940er Jahre
- Importe Gregorio y Numo Werthein – 1950er Jahre
- Ford Motor Company – Autohändler – 1950er Jahre
- Vertreter der Traktoren Tractores Hanomag – 1950er Jahre
- Saatgutunternehmen Semilleros Werthein – 1950er Jahre
- Geldinstitut Banco El Hogar Argentino – 1950er Jahre
- Versicherungsgesellschaft La Defensa – 1960er Jahre
- Hersteller der Fernseher Dumont – 1960er Jahre
- Geldinstitut Banco Mercantil Argentino – 1960er Jahre
- Verkauf und Vertrieb von LKWs Camiones Federal – 1960er Jahre
- Citrex, Valley Evaporating Company und Tucumán Citrus: Fruchtverarbeitungsanlage in Yakima (Washington), USA sowie in den Provinzen Misiones, Tucumán und Formosa und in der Stadt Cipolletti, in der Provinz Río Negro, Argentinien – 1970er Jahre
- Pricuz, Zitrusfrüchte-Industrie in Israel – 1970er Jahre
- Weinkellerei Finca Flichman – 1980er Jahre
- Partner des Investmentfonds CEI (Citicorp Equity Investments) – 1990er Jahre
- Beteiligung an der Weinkellerei Finca Sophenia – 2000er Jahre
- Partner des Geldinstituts Standard Bank Argentina – 2000er Jahre
- Gastransportunternehmen Transportadora de Gas del Sur – 2000er Jahre
- Betriebshaftpflichtversicherungsgesellschaft La Caja – 1994–2015
- Telecom Argentina – 2003–2017
- Vrio Corp. – seit 2021